# Liste der Monuments historiques in Monnerville
Die Liste der Monuments historiques in Monnerville führt die Monuments historiques in der französischen Gemeinde Monnerville auf.

## Liste der Bauwerke
| Bezeichnung                              | Beschreibung | Standort | Kennzeichnung | Schutzstatus | Datum | Bild |
| ---------------------------------------- | ------------ | -------- | ------------- | ------------ | ----- | ---- |
| Glockenturm der Kirche St-Côme-St-Damien |              | (Lage)   | PA00087967    | Inscrit      | 1948  |      |

## Liste der Objekte
- Monuments historiques (Objekte) in Monnerville der Base Palissy des französischen Kultusministeriums